# Sant Andreu (els Masos de la Coma)
Sant Andreu és una partida rural del terme municipal de Conca de Dalt, a l'antic terme d'Hortoneda de la Conca, al Pallars Jussà, en territori que havia estat de la caseria dels Masos de la Coma.
Està situat al nord-oest dels Masos de la Coma, al nord-est de la Casa de les Feixes i al nord-oest de la Torre de Perauba. Hi passa la pista de muntanya d'Hortoneda a la Serra de Boumort.
La partida de Sant Andreu consta de 2,5966 hectàrees de pinedes i trossos improductius.